# زی مارکو دو ملو
زی مارکو دو ملو (انگلیسی: Zé Marco de Melo؛ زادهٔ march ۱۹, ۱۹۷۱ (۵۴ سال)) بازیکن والیبال ساحلی اهل برزیل است.